# جنگل‌کاری

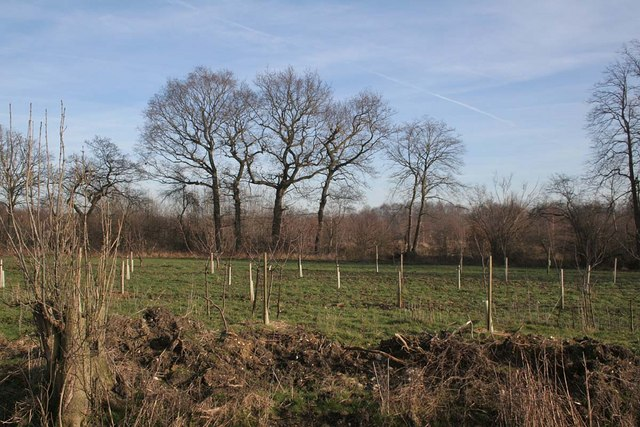
یک پروژه جنگل‌کاری در رَند وود، لینکلنشر، انگلیس

جنگل‌کاری (به انگلیسی: Afforestation) عبارتست از ایجاد جنگل یا بیشه در مناطقی که پوشش درختی آنها یا از بین رفته است یا وجود نداشته‌است.
بسیاری از سازمان‌های دولتی و غیردولتی به‌طور مستقیم درگیر برنامه‌های جنگل‌کاری برای ایجاد جنگل‌ها جهت افزایش جذب کربن هستند.
گاهی از ابزارهای ویژه مانند میله کاشت درخت برای آسان‌تر و سریع‌تر کردن کاشت درختان استفاده می‌شود.

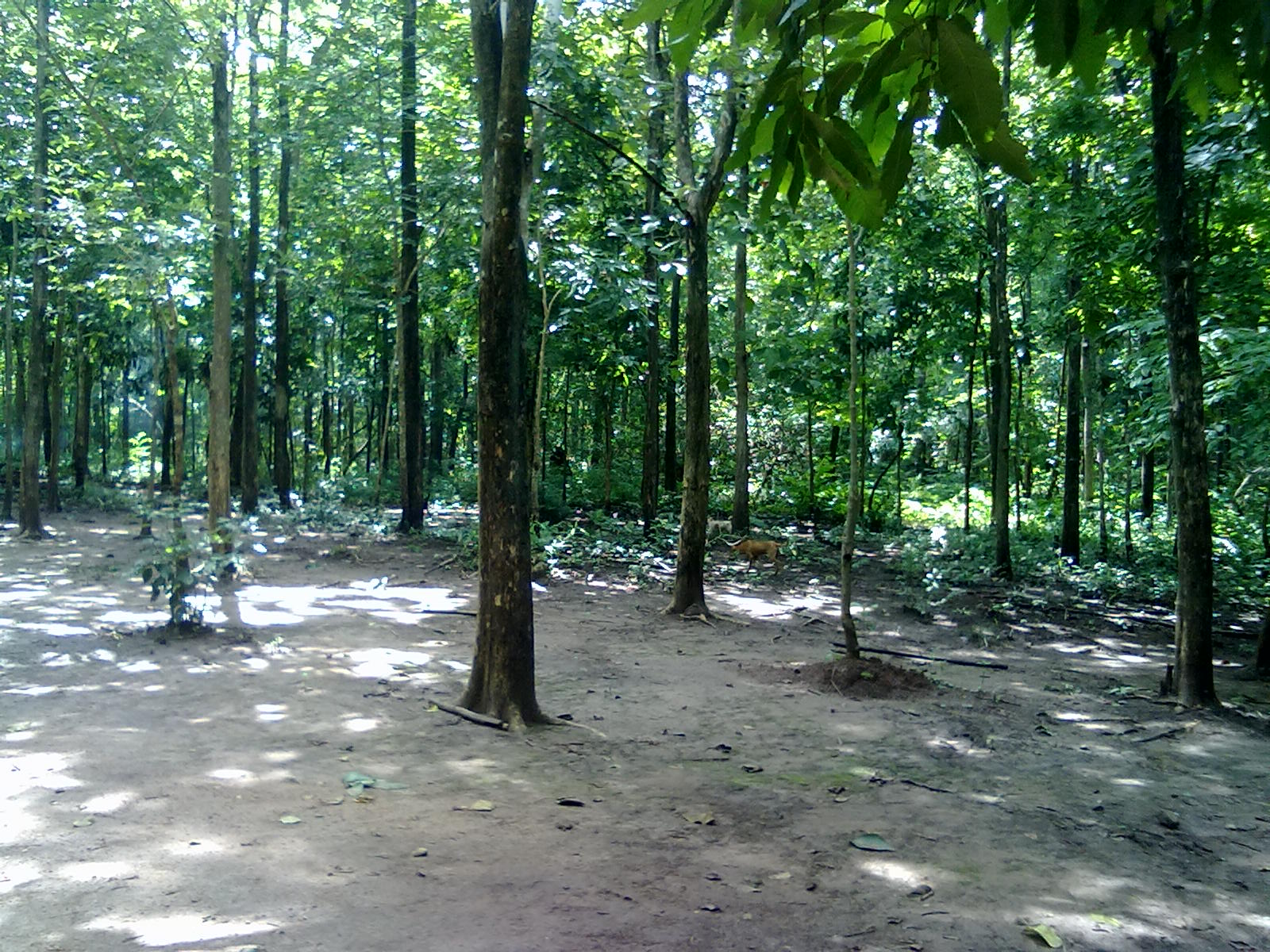
جنگل‌کاری در جنوب هند

### ایران
ایران منطقه‌ای با پوشش جنگلی کمی در جهان محسوب می‌شود که پوشش فعلی آن تقریباً هفت درصد از مساحت زمین است. با توجه به زیر بسترهای خاک، دستیابی به جنگل سازی در مقیاس وسیع در مقایسه با سایر مناطق معتدل که دارای شرایط حاصلخیزتر و خاک نرم‌تر هستند دشوار است. در نتیجه، بیشتر جنگل‌زایی با گونه‌های غیربومی انجام می‌شود، که منجر به نابودی زیستگاه‌ها برای گیاهان و جانوران بومی می‌شود و منجر به تسریع کاهش تنوع زیستی می‌شود.

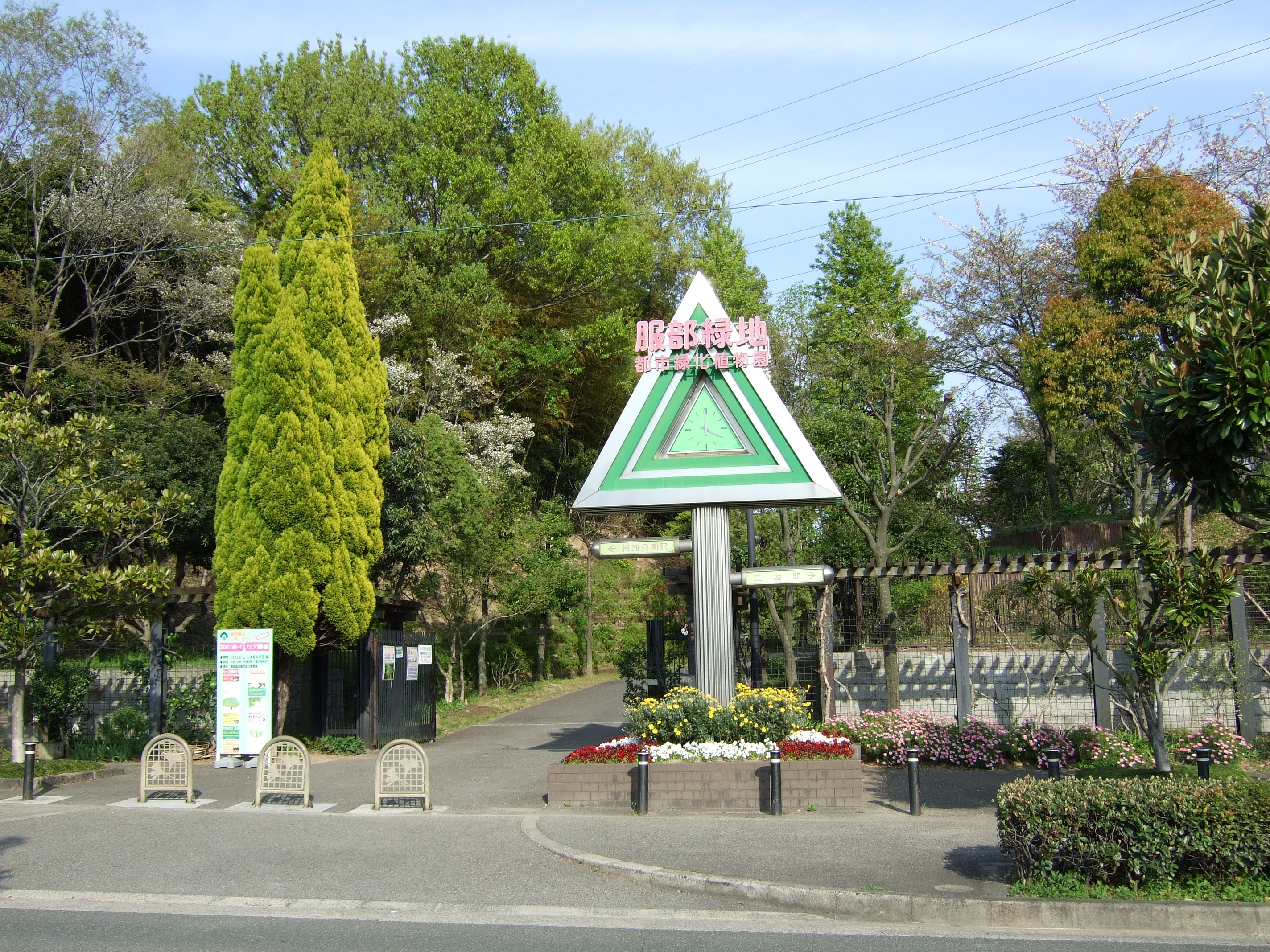
باغ گیاه‌شناسی جنگل‌کاری شده در پارک هاتوری ریووچی، ژاپن

## انتقاد
جنگل‌زدایی در راهبرد حفظ زیست‌بوم جنگلی، به عنوان تهدیدی برای حفظ زیست‌بوم‌های طبیعی چمنزار و گرم‌دشت دیده می‌شود، زیرا احیای جنگل بهینه در مناطقی انجام می‌شود که جنگل به‌طور طبیعی رویش دارد.